# Bayaceto (Racine)
Bayaceto (en francés: Bajazet) es una tragedia del dramaturgo francés Jean Racine estrenada el 5 de enero de 1672 en el Hotel de Bourgogne, en París, y publicada el mismo año. Tal y como había hecho Esquilo en Los persas, Racine se inspiró en un hecho histórico contemporáneo que había ocurrido en el Imperio otomano unos 30 años atrás, como él mismo afirmó en el prefacio. En 1635, el sultán Murad IV (al que Racine llama Amurat) ordena ejecutar a sus hermanos Bayaceto y Orcan, potenciales rivales. Racine se inspira en este hecho centrando la acción en el personaje de Bayaceto. También desarrolla varias intrigas amorosas en el serrallo. La acción es especialmente compleja y sólo puede concluir con una sucesión de homicidios y suicidios.
En el momento del estreno, la dinastía descrita en la obra aún reinaba en Constantinopla y el sultán era el sobrino del mismo Bayaceto.
El éxito inicial de la obra se moderó más adelante. Es hoy en día una de las obras de Racine que menos se interpretan.[cita requerida]

## Argumento
- Acto I. Osmin trae a Bizancio noticias del sultán Amurat: éste parece que está a punto de abandonar el asedio de Babilonia. Acomat, gran visir, piensa en aprovechar esta derrota para animar a los jenízaros a rebelarse. Ya se ha negado a ejecutar a Bayaceto, tal como el sultán le había pedido. Por último, Acomat cree que Bayaceto y Roxana, favorita de Amurat, están enamorados y querría apoyarse en ellos, a la vez que se casa con Atalida. En realidad, Bayaceto está enamorado de Atalida, y sólo es para conseguir el trono por lo que simula corresponder a la pasión de Roxana.

- Acto II. Roxana quiere destronar a Amurat casándose con Bayaceto. Éste se resiste, lo que enfurece a Roxana. Acomat primero y luego Atalida le animan a aceptar. Bayaceto se deja tentar.

- Acto III. Bayaceto se ha reconciliado con Roxana. Atalida piensa en darse muerte, una vez ha salvado al hombre al que ama. Bayaceto acaba de explicarle que sólo le ha hecho promesas difusas a Roxana. Aparece esta y, ante la frialdad de Bayaceto, empieza a adivinar su relación con Atalida.

- Acto IV. Orcan, servidor del sultán, vuelve para anunciar que, en contra de lo que se esperaba, Amurat ha tomado Babilonia. Roxana obtiene también una prueba del amor que une a Bayaceto y Atalida. Estas dos circunstancias la hacen decidirse a hacer ejecutar a Bayaceto para satisfacer así al sultán. El visir Acomat, que hasta ese momento conspiraba con Roxana y Bayaceto, decide actuar a partir de ese momento sin contar con ellos.

- Acto V. Tras una última entrevista con Bayaceto, Roxana ordena que lo ahorquen. Luego es asesinada por Orcan, que actúa siguiendo una orden secreta del sultán. La conspiración de Acomat fracasa. Atalida se da muerte en escena.

## Traducciones en español
Bayaceto fue traducida por Rosa Chacel junto con otras cinco tragedias de Racine, y publicada en 1983 en el volumen Seis tragedias.